# Người Nãi Man
 Người Naiman hay còn gọi là Nãi Man (Tiếng Mông Cổ: Найман/Naiman; Tiếng Kazakh: Найман; Tiếng Uzbek: Nayman) là một bộ tộc Mông Cổ (Đông Hãn quốc Đột Quyết), họ là một trong những bộ tộc sinh sống ở khu vực juz trung tâm ở Kazakhstan.

## Lịch sử
Mông Cổ bí sử đã đề cập đến người Naiman là "Güchügüd". Theo quan điểm của nhà Turk học người Nga Nikolai Aristov, biên giới phía tây của Hãn quốc Naiman giáp ranh với sông Irtysh và biên giới phía đông của nó giáp với sông Tamir của Mông Cổ. Dãy núi Altai và khu vực miền nam Cộng hòa Altai hiện đại cũng là một phần lãnh địa của Hãn quốc Naiman cũ. Người Naiman đã đặt quan hệ ngoại giao với Tây Liêu, và đã giữ thái độ thần phục cho đến năm 1175. Một số học giả đã phân loại và xem họ như một bộ tộc người Turk đến từ Sekiz Oghuz (có nghĩa là "Tám Oghuz" trong tiếng Turkic). Có nguồn cho rằng, thuật ngữ "Naiman" có nguồn gốc từ tiếng Mông Cổ có nghĩa là "tám", nhưng các ghi chép của họ lại được viết bằng một ngôn ngữ Turk làm căn cứ cho việc công nhận họ là một tộc người Turk đã bị Mông Cổ hóa. Họ đã được cho là đã sử dụng một loại ngôn ngữ Turk và cả các ngôn ngữ Mông Cổ trong giao tiếp.. Giống như người Khiết Đan và người Duy Ngô Nhĩ, nhiều người trong số họ là tín đồ Kitô hữu Nestorian hoặc Phật giáo.
Người Naimans chủ yếu sống ở khu vực phía tây Mông Cổ, với dân số đông hơn số lượng người Mông Cổ vào khoảng cuối thế kỷ 12. Năm 1199, Thiết Mộc Chân (Thành Cát Tư Hãn) cùng với Vương hãn đã phát động chiến dịch chống lại người Naimans. Họ đánh bại Buyirugh, một hãn của người Naiman. Năm 1203, Tayang khan, thủ lĩnh cuối cùng của người Naimans đã bị giết sau trận chiến với Thành Cát Tư Hãn. Con trai ông là Khuất Xuất Luật đã cùng với tàn quân còn lại của mình chạy trốn đến Tây Liêu. Khuất Xuất Luật được người Khiết Đan chào đón và vị hãn người Khiết Đan đã gả con gái cho. Khuất Xuất Luật đã sớm hình thành âm mưu chống lại người cha vợ của mình. Sau khi chiếm được ngai vàng, ông ta bắt đầu đàn áp người Hồi giáo ở Hami Oase. Việc này đã bị các bộ tộc bản địa phản đối dữ dội. Nhà nước Tây Liêu sau đó đã bị quân Mông Cổ đánh bại dưới quyền của Jebe.
Mặc dù cương vực lãnh thổ của người Naiman đã bị người Mông Cổ đánh chiếm, người Naiman được tìm thấy ở khắp nơi trong lòng Đế quốc Mông Cổ. Khatun ('nữ hoàng') Töregene của đại hãn Oa Khoát Đài có thể là người xuất thân từ bộ lạc này. Nhiều người xuất thân từ tộc Naiman sau đó đã gia nhập quân đội Mông Cổ bao gồm Ketbuqa, một vị tướng dưới trướng của Húc Liệt Ngột đã chết trong trận Ain Jalut năm 1260.

## Người Naiman tại Mông Cổ
Người Naiman hiện đại là một dân tộc thiểu số tại Mông Cổ  chủ yếu sinh sống tại khu vực Naiman Banner, Nội Mông của Trung Quốc. Nhiều người Naiman đã bị đồng hóa và sinh sống trộn lẫn với các bộ lạc khác ở Mông Cổ.

## Người Naiman Hazara
Có một bộ phận nhỏ dân cư người Naimans sinh sống tại Afghanistan. Họ được chính phủ Afghanistan công nhận là một bộ phận của người Hazara và cư trú tại huyện Shekh Ali.

## Người Naiman tại Trung Á

Bản đồ dân tộc học của khu vực miền Trung hay còn gọi là Orta zhuz ở Kazakhstan vào đầu thế kỷ 20, theo MS Mukanov (1991).

Các nhà sử học hiện đại người Kazakh cho rằng hơn 2 triệu dân số Kazakh là gốc Naiman. Họ có nguồn gốc từ miền đông Kazakhstan. Một bộ phận người Naiman đã bị đồng hóa bởi người Kyrgyz và Uzbek. Hiện nay, người Naiman là một trong những bộ tộc lớn cấu thành dân tộc Kazakh hiện đại, họ thuộc Juz trung tâm của người Kazakhstan, sống chủ yếu ở miền đông, miền trung và miền nam Kazakhstan, trong dân số khoảng 2 triệu người thuộc dân tộc Kazakh ở Kazakhstan. 

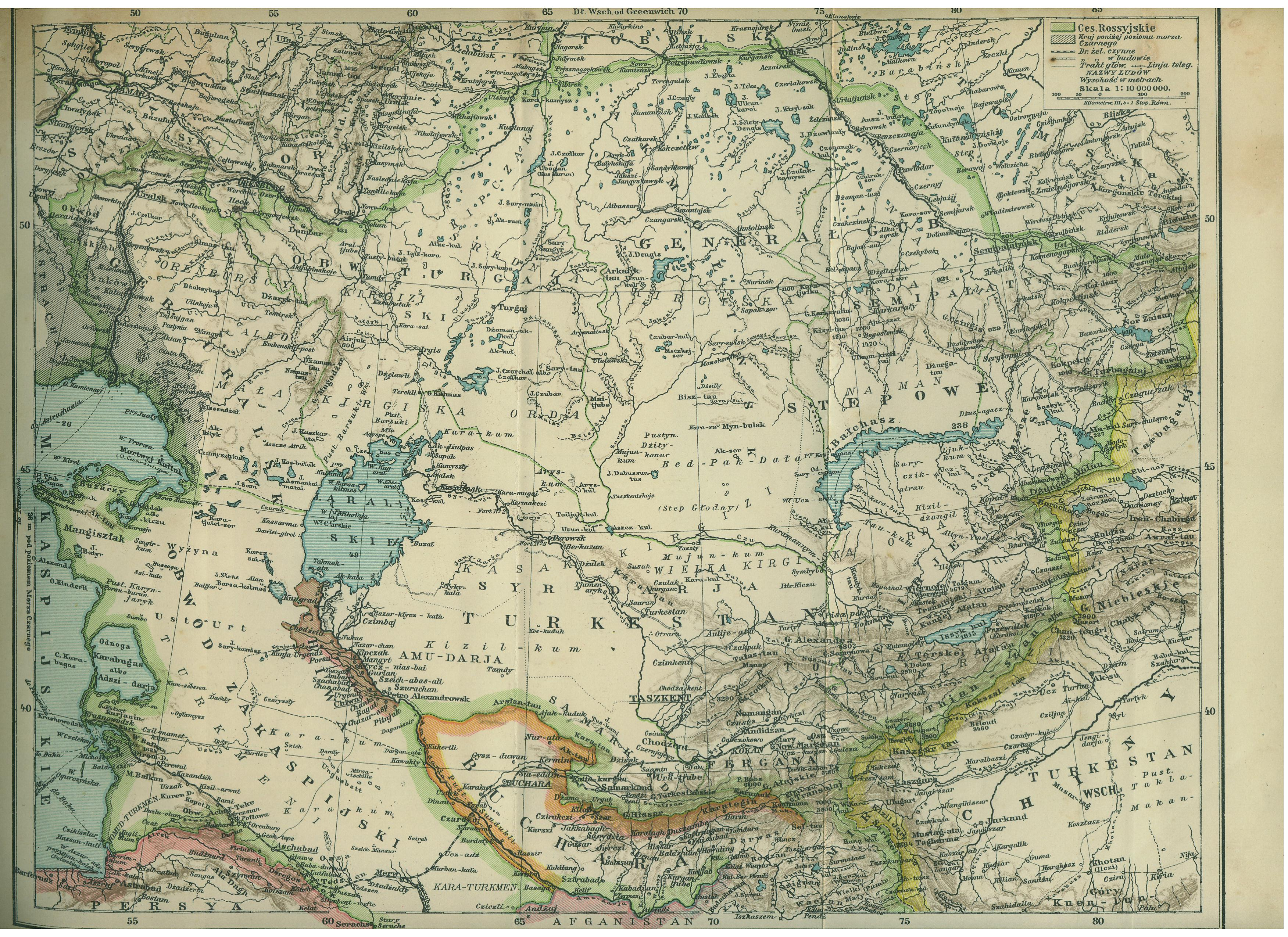
Bản đồ từ một bách khoa toàn thư năm 1903 của Ba Lan cho thấy người Naiman sống ở phía bắc hồ Balkhash ở miền đông Kazakhstan

Người Naiman chiếm một tỉ lệ đáng kể trong cộng đồng người dân tộc Kazakh ở Trung Quốc, Uzbekistan và Nga, số người Kazakh gốc Naiman ở Trung Quốc là một triệu người trở lên, chủ yếu sống ở khu vực phía tây của Khu tự trị Tân Cương của Trung Quốc, ở khu tự trị Ili Kazakh. Naimans cũng là một trong những bộ lạc chính thuộc cộng đồng người Kazakh ở Uzbekistan, họ sinh sống lẫn trong các cộng đồng người Kazakh ở Kyrgyzstan và Nga. Xem phần giới thiệu của Naimans bằng tiếng Kazakhstan, "Kazakhstan shezhire" Lưu trữ ngày 11 tháng 6 năm 2015 tại Wayback Machine. Các xét nghiệm Y-DNA gần đây nhất được tiến hành bởi Dự án DNA KZ ở Kazakhstan cho thấy nhóm Y-DNA haplogroup của bộ lạc Naiman Kazakh chủ yếu mang O-M122 và một số nhóm ít hơn mang halogroups C, G, N xem Dự án DNA KZ.

## Tôn giáo
Sau cuộc chinh phạt của người Mông Cổ, họ trở thành một trong những làn sóng tín đồ Kitô hữu thứ hai tiến vào sinh sống tại Trung Quốc với Kublai Khan. Những người Naiman định cư ở khu vực phía tây của Đế quốc Mông Cổ phần lớn đều cải sang đạo Hồi. Có thuyết cho rằng người Naimans và họ hàng Kitô giáo của họ, người Keraites, là hậu duệ của các đạo sĩ Magi từ phương Đông xuất hiện trong Kinh thánh. Chỉ huy của quân đội Mông Cổ xâm chiếm Syria vào năm 1259, Kitbuqa, là một người Naiman: ông ta được ghi nhận là "tôn kính các tín đồ Kitô hữu, bởi vì ông ta thuộc dòng dõi của ba vị vua phương Đông đã đến Bethlehem để tôn thờ sự giáng sinh của Chúa". Tuy nhiên, Kitbuqa đã bị giết và quân đội của ông đã vấp phải thất bại tại Trận Ain Jalut, đã bảo vệ quyền làm chủ của người Hồi giáo đối với Levant. Naimans tại miền Nam Mông Cổ đã bắt đầu cải sang Phật giáo vào khoảng thế kỷ XVI.